# Josef Stockhausen
Josef Stockhausen (* 1. Februar 1918 in Elspe; † 7. Dezember 2006 in Köln) war ein deutscher Internist und ärztlicher Standespolitiker.

## Leben und Wirken
Josef Stockhausen studierte Medizin in Gießen, Jena, Frankfurt/Main, Innsbruck und Düsseldorf, wo er zum Dr. med. promovierte. In Gießen wurde er Mitglied der Kameradschaft Ritter von Rompf. 1944 und 1945 war er als Sanitätsoffizier eingezogen. Von 1945 bis 1950 bildete er sich zum Internisten weiter und ließ sich nach seiner Weiterbildung 1951 als Internist in Dortmund nieder.
1968 wurde er Honorarprofessor in Marburg.
Von 1951 bis 1955 war er Geschäftsführender Arzt, dann bis 1974 Hauptgeschäftsführer der Bundesärztekammer.
Von 1975 bis 1991 war er Leiter des Fortbildungsreferates des Berufsverbands Deutscher Internisten (BdI). In dieser Funktion organisierte und leitete er die alljährlichen internationalen interdisziplinären Seminarkongresse des BdI in Pörtschach, Bad Kleinkirchheim, auf Ischia, Mallorca und Teneriffa.
Stockhausen starb 2006 im Alter von 88 Jahren und wurde auf dem Kölner Melaten-Friedhof beigesetzt.

## Ehrungen
- 1968: Bundesverdienstkreuz 1. Klasse
- 1979: Großes Verdienstkreuz
- 1981: Paracelsus-Medaille der Deutschen Ärzteschaft